# Gianni Rivera
Giovanni „Gianni” Rivera (n. 18 august 1943, Alessandria, Italia) este un fost jucător italian de fotbal, care a primit cel mai prestigios premiu individual din fotbal, Balonul de Aur, în 1969. O mare perioadă a carierei de club și-a petrecut-o la Milan. Ca internațional a avut 60 de prezențe în echipa națională a Italiei și a marcat 14 goluri. În martie 2004 a fost trecut de Pelé pe lista FIFA 100 cei mai buni 125 de fotbaliști în viață. A fost membru al Parlamentului European în perioada 2004-2009 din partea Italiei.

## Palmares
- Serie A (3): 1962, 1968, 1979
- Coppa Italia (4): 1967, 1972, 1973, 1977
- Cel mai bun marcator Serie A: 1973 (Cu Giuseppe Savoldi și Paolino Pulici)
- Cupa Cupelor UEFA (2): 1968, 1973
- Cupa Campionilor Europeni (2): 1963, 1969
- Cupa Intercontinentală (1): 1969
- Campionatul Mondial de Fotbal 1970 (Locul doi)
- Campionatul European de Fotbal: 1968
- Balonul de Aur: 1969, locul doi 1963